# Copa de la Reina de sófbol
La Copa de Su Majestad la Reina es una competición oficial de ámbito nacional de sófbol femenino, que se disputa anualmente desde el año 1992 en España. La organiza la Real Federación Española de Béisbol y Sófbol
Participan los cuatro primeros equipos clasificados en la Liga Nacional de Sófbol Femenino División de Honor. 

## Historial
| Ed.                            | Temporada                      | Campeón                        | Res.                           | Subcampeón                     | Sede                           | Ref.                           |
| Campeonato de España de sófbol | Campeonato de España de sófbol | Campeonato de España de sófbol | Campeonato de España de sófbol | Campeonato de España de sófbol | Campeonato de España de sófbol | Campeonato de España de sófbol |
| ------------------------------ | ------------------------------ | ------------------------------ | ------------------------------ | ------------------------------ | ------------------------------ | ------------------------------ |
| I                              | 1975                           | Selección de Castilla (1)      |                                |                                | Zaragoza                       | [ 1 ]                          |
| II                             | 1976                           | Selección de Castilla (2)      |                                |                                |                                | [ 2 ]                          |
| III                            | 1977                           | Selecció de Catalunya (1)      |                                |                                |                                | [ 2 ]                          |
| IV                             | 1978                           | Democráticas Tenorio (1)       |                                | Independientes Dridma          |                                | [ 2 ]                          |
| V                              | 1979                           | Independientes Dridma (1)      |                                |                                |                                | [ 2 ]                          |
| VI                             | 1980                           | Atlético Democráticas (2)      | 8-7                            | Hippocampo Sant Boi            | San Baudilio de Llobregat      | [ 3 ]                          |
| VII                            | 1981                           | Independientes Dridma (2)      |                                |                                |                                | [ 2 ]                          |
| VIII                           | 1982                           | Manila-Dridma SC (3)           |                                |                                |                                | [ 2 ]                          |
| IX                             | 1983                           | Manila-Dridma SC (4)           |                                |                                |                                | [ 2 ]                          |
| X                              | 1984                           | Manila-Dridma SC (5)           |                                |                                |                                | [ 2 ]                          |
| XI                             | 1985                           | Manila-Dridma SC (6)           |                                |                                |                                | [ 2 ]                          |
| XII                            | 1986                           | Hippocampo Sant Boi (1)        |                                | Manila-Dridma SC               |                                | [ 2 ]                          |
| XIII                           | 1987                           | Manila-Dridma SC (7)           |                                |                                |                                | [ 2 ]                          |
| XIV                            | 1988                           | Dridma Rivas SC (8)            |                                |                                |                                | [ 2 ]                          |
| No se disputó                  |                                |                                |                                |                                |                                |                                |
| Copa de la Reina de sófbol     |                                |                                |                                |                                |                                |                                |
| XV                             | 1992                           | Piratas Alcobendas (1)         |                                |                                |                                | [ 2 ]                          |
| XVI                            | 1993                           | CB Viladecans (1)              |                                |                                |                                | [ 2 ]                          |
| XVII                           | 1994                           | Atlético Democráticas (3)      |                                | Rivas Softbol                  |                                | [ 2 ]                          |
| XVIII                          | 1995                           | Rivas Softbol (9)              |                                |                                |                                | [ 2 ]                          |
| XIX                            | 1996                           | CB Viladecans (2)              |                                | CS Rivas                       |                                | [ 2 ]                          |
| XX                             | 1997                           | CB Viladecans (3)              |                                | CS Rivas                       |                                | [ 2 ]                          |
| XXI                            | 1998                           | Rivas Softbol (10)             |                                |                                |                                | [ 2 ]                          |
| XXII                           | 1999                           | Rivas Softbol (11)             |                                |                                |                                | [ 2 ]                          |
| XXIII                          | 2000                           | Rivas Softbol (12)             |                                |                                |                                | [ 2 ]                          |
| XXIV                           | 2001                           | Rivas Softbol (13)             |                                |                                |                                | [ 2 ]                          |
| XXV                            | 2002                           | CBS Antorcha (1)               |                                | Rivas Softbol                  |                                | [ 2 ]                          |
| XXVI                           | 2003                           | CB Viladecans (4)              |                                |                                |                                | [ 2 ]                          |
| XXVII                          | 2004                           | CB Viladecans (5)              |                                |                                |                                | [ 2 ]                          |
| XXVIII                         | 2005                           | CB Viladecans (6)              |                                |                                |                                | [ 2 ]                          |
| XXIX                           | 2006                           | CBS Antorcha (2)               |                                |                                |                                | [ 2 ]                          |
| XXX                            | 2007                           | CB Viladecans (7)              |                                |                                |                                | [ 2 ]                          |
| XXXI                           | 2008                           | CBS Antorcha (3)               |                                | CS Viladecans                  |                                | [ 2 ]                          |
| XXXII                          | 2009                           | CBS Antorcha (4)               |                                | CS Viladecans                  |                                | [ 2 ]                          |
| XXXIII                         | 2010                           | CS Viladecans (1)              | 5-1                            | Eguzki OBB                     | Viladecans                     | [ 4 ]                          |
| XXXIV                          | 2011                           | CS Viladecans (2)              | N/A                            | Dridma Rivas CS                | Rivas-Vaciamadrid              | [ 5 ]                          |
| XXXV                           | 2012                           | CS Viladecans (3)              | 2-1                            | Kirogi OBB                     | Orio                           | [ 6 ] [ 7 ]                    |
| XXXVI                          | 2013                           | CBS Sant Boi (2)               | 4-1                            | CBS Antorcha                   | San Baudilio de Llobregat      | [ 8 ]                          |
| XXXVII                         | 2014                           | CBS Sant Boi (3)               | 3-0                            | CBS Antorcha Glassdrive        | Orio                           | [ 9 ]                          |
| XXXVIII                        | 2015                           | CBS Sant Boi (4)               | 1-0                            | Atlético San Sebastián         | San Baudilio de Llobregat      | [ 10 ]                         |
| XXXIX                          | 2016                           | CBS Sant Boi (5)               | 4-0                            | Atlético San Sebastián         | San Sebastián                  | [ 11 ]                         |
| XL                             | 2017                           | Atlético San Sebastian (1)     | 11-2                           | CS Fenix València              | Rivas-Vaciamadrid              | [ 12 ]                         |
| XLI                            | 2018                           | Atlético San Sebastian (2)     | 14-3                           | CBS Rivas                      | Rivas-Vaciamadrid              | [ 13 ]                         |
| XLII                           | 2019                           | CBS Rivas (1)                  | 9-0                            | CS Fenix València              | Rivas-Vaciamadrid              | [ 14 ]                         |

### Palmarés
| Equipo                 | Títulos | Años campeonatos                                                             |
| ---------------------- | ------- | ---------------------------------------------------------------------------- |
| Rivas Softbol          | 13      | 1979, 1981, 1982, 1983, 1984, 1985, 1987, 1988, 1995, 1998, 1999, 2000, 2001 |
| CB Viladecans          | 7       | 1993, 1996, 1997, 2003, 2004, 2005, 2007                                     |
| CBS Sant Boi           | 5       | 1986, 2013, 2014, 2015, 2016                                                 |
| CBS Antorcha           | 4       | 2002, 2006, 2008, 2009                                                       |
| CS Viladecans          | 3       | 2010, 2011, 2012                                                             |
| Atlético Democráticas  | 3       | 1978, 1980, 1994                                                             |
| Atlético San Sebastian | 2       | 2017, 2018                                                                   |
| Selección de Castilla  | 2       | 1975, 1976                                                                   |
| CBS Rivas              | 1       | 2019                                                                         |
| Piratas Alcobendas     | 1       | 1992                                                                         |
| Selecció de Catalunya  | 1       | 1977                                                                         |